# Louis Friant
Louis Friant (Morlancourt, 18 september 1758 – Seraincourt, 24 juni 1829) was een Frans generaal ten tijde van Napoleon.

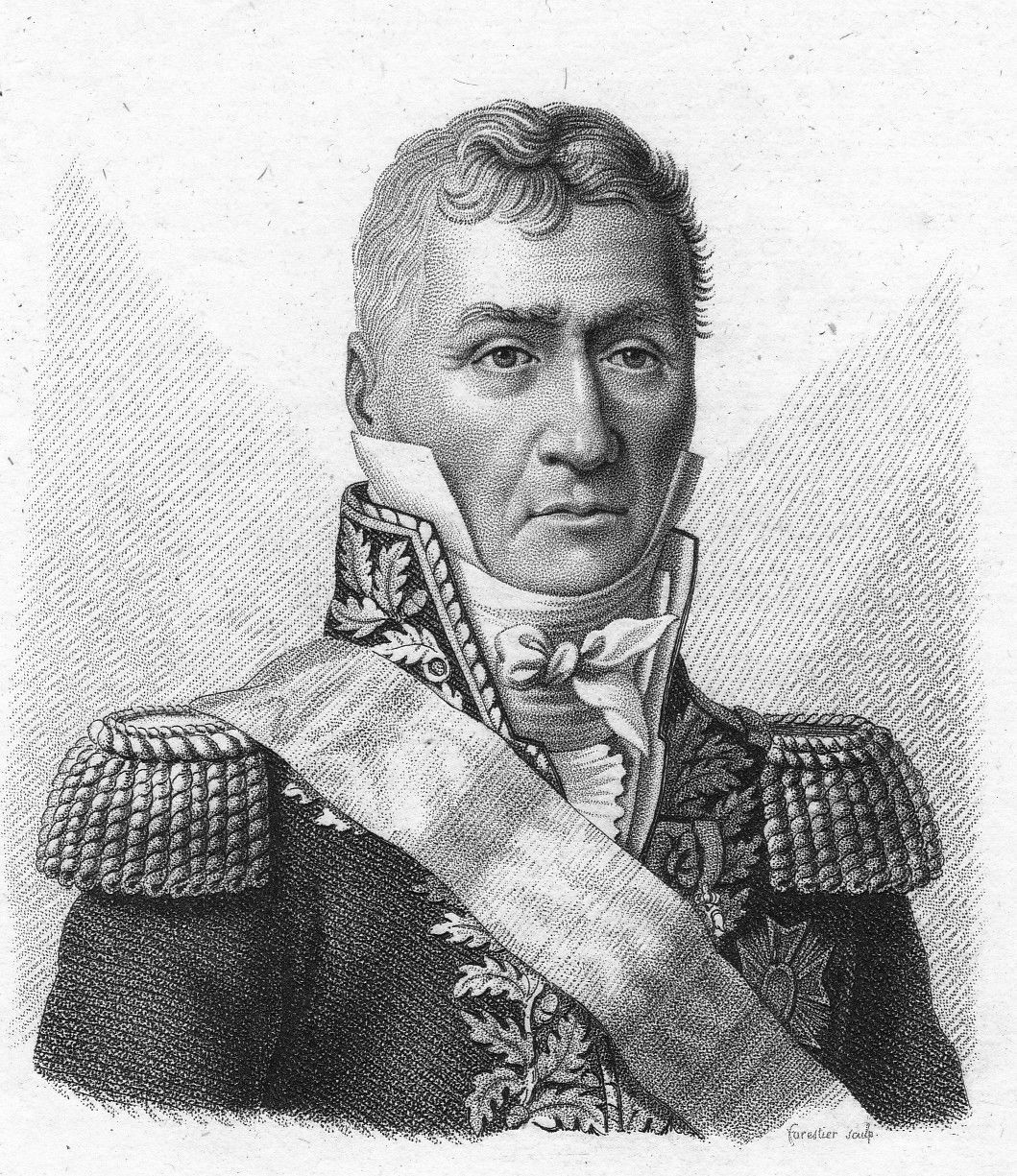
Generaal Louis Friant

## Biografie
Louis Friant werd geboren in Morlancourt (Somme). In 1793 leidde hij een bataljon Parijse vrijwilligers. Hij werd het volgende jaar benoemd tot brigadegeneraal en vocht onder Napoleon Bonaparte in Duitsland en Italië. Als divisiegeneraal nam hij deel aan de campagne in Egypte. Zijn divisie leed een nederlaag tegen de Engelsen in de Tweede slag bij Aboekir. Louis Friant nam ook deel aan de veldslagen bij Austerlitz, Jena en Wagram. Daar onderscheidde hij zich en werd beloond met de titel van graaf van het keizerrijk. In de jaren 1811-1812 leidde Friant de bezetting van Zweeds Pommeren. Hij werd zwaar gewond tijdens de gevechten bij de Moskwa tijdens de Russische veldtocht. Hij leidde daar de grenadiers van de garde. Pas in 1813 was hij voldoende hersteld om deel te nemen aan de gevechten rond Dresden. Tijdens de slag bij Waterloo leidde hij opnieuw de grenadiers van de garde. Na de Restauratie werd Louis Friant ontslagen uit het leger. Hij overleed in 1829. Zijn zoon Jean-François Friant schreef een boek over de militaire carrière van zijn vader (Vie militaire du lieutenant-général Comte Friant, Parijs, 1857).